# Padilla de Duero
Padilla de Duero es una localidad española de la provincia de Valladolid, perteneciente al municipio de Peñafiel, en la comunidad autónoma de Castilla y León.

## Historia
La localidad está próxima a los yacimientos de la ciudad vacceo-romana de Pintia, cuyos restos se identificaron con la ciudad de Valladolid. En el yacimiento destaca el poblado de las Quintanas, que a pesar de haber sido declarado Bien de Interés Cultural cuenta con escasa financiación para su conservación.
El 18 de febrero de 1447 se da Provisión de Enrique, príncipe de Asturias, por la que aparta y exime de la jurisdicción de la villa de Peñafiel (Valladolid), que le donó su padre, Juan II de Castilla, los lugares de Canalejas de Peñafiel (Valladolid), Fuentepedraza (Valladolid), Manzanillo (Valladolid), Molpereces de Yuso y de Suso (Valladolid), Oreja, Padilla de Duero (Valladolid) y La Torre (Valladolid).
El 22 de enero de 1456 se realiza Carta de compraventa otorgada por el mariscal Payo de Ribera a favor de Juan Pacheco, I marqués de Villena, de los lugares de Canalejas de Peñafiel (Valladolid), Fuentepedraza (Valladolid), Manzanillo (Valladolid), Molpeceres de Yuso y de Suso (Valladolid), Oreja, Padilla de Duero (Valladolid) y La Torre (Valladolid).
En 28 de julio de 1459 Enrique IV, rey de Castilla, ordena a los Concejos de Canalejas de Peñafiel (Valladolid), Fuentepedraza (Valladolid), Manzanillo (Valladolid), Molpeceres de Yuso y de Suso (Valladolid), Oreja, Padilla de Duero (Valladolid) y La Torre (Valladolid)], que permutó a cambio del lugar de García Naharro Garcinarro (Cuenca) con el mariscal Payo de Ribera, los entreguen y den posesión debida al anterior mariscal.
En 1672 el pueblo de Padilla de Duero pide una rebaja en los impuestos a la Real hacienda por la disminución de vecindario.
Hacia mediados del siglo XIX, el lugar, por entonces con ayuntamiento propio, tenía contabilizada una población de 306 habitantes. La localidad aparece descrita en el decimosegundo volumen del Diccionario geográfico-estadístico-histórico de España y sus posesiones de Ultramar de Pascual Madoz de la siguiente manera:

PADILLA DE DUERO: v. con ayunt. en la prov., aud. terr. y c. g. de Vallladolid (8 1/2 leg.), part. jud. de Peñafiel (1/2), dióc. de Palencia: sit. en llano, con libre ventilacion y saludable clima. Tiene 80 casas; la consistorial, escuela de instruccion primaria, una igl. parr. (la Asuncion de Ntra. Sra.) servida por un cura y un sacristan. térm.: confina con los de Peñafiel, Manzanillo y Quintanilla de Arriba; dentro de él se encuentra una ermita (el Sto. Cristo), y el desp. de Pedrosilla. El terreno, fertilizado por el r. Duero y el arroyo Pajares, es llano, fuerte y de buena calidad; comprende algunos prados naturales y un pequeño monte pinar. caminos: los locales y la carretera de Valladolid á Aranda de Duero. El correo se recibe y despacha en la cab. del part. prod.: cereales, algunas legumbres y vino, leñas de combustible y pastos, con los que se mantiene ganado lanar, mular y asnal; hay caza de liebres y algunas aves y pesca de barbos y anguilas. ind.: la agrícola, 1 molino harinero y 7 tejedores de lienzos ordinarios. comercio: esportacion del sobrante de frutos, é importacion de los artículos que faltan. pobl.: 73 vec., 306 almas. cap. prod.: 402,200 rs. imp.: 40,220. contr.: 6,736 rs., 32 mrs.
(Madoz, 1847, p. 507)

En 5 de noviembre de 1875, según el diario El Globo se dice que;

En una carta que dirigen desde Peñafiel a un colega, dan cuenta del siguiente lamentable suceso: En una de esta noches fue asaltada la casa del propietario D. Santiago de la Cal, que ha sido alcalde y Juez municipal de Padilla de Duero, por seis u ocho hombres que sorprendieron y amenazaron a un sobrino suyo que volvía a la casa. Al abrir su esposa, sobrina de aquel rico labrador, dio gritos pidiendo auxilio, a los cuales apareció una hermana de esta, soltera, entablándose entre las dos joóenes y los ladrones una lucha formal a brazo partido, en términos que una de ellas causó una grave mordedura en un dedo a uno de los criminales que trataba de taparla la boca. En esto apareció D. Santiago con una escopeta, cuyo tiro le marró; pero dio a un ladrón tan fuerte culatazo, que le arrojó y sujetó bajo sus pies, cuando otro bandido asesinó al infeliz propietario de un tiro en la cabeza. Los forajidos huyeron disparando sus armas y asestando mortales golpes a las dos hermanas, las cuales quedaron de mucha gravedad heridas y a una de ellas se le administaron los Sacramentos.

El corresponsal atribuye a la ausencia de la Guardia Civil la repetición de estos actos, que se van haciendo casi habituales; pues en poco más de un año en Castroverde y Torre de Esgueva, en Curiel, en Manzanillo y otros pueblos se han cometido, sin que hasta la fecha se sepa que ninguno de los autores haya pagado su justo merecido."
En 1885, con fondos propios, se hizo la traída de aguas, con fuente pública y lavadero.

## Demografía
| Gráfica de evolución demográfica de Padilla de Duero entre 1842 y 1970 |
| |
| Población de derecho según los censos de población del INE Población de hecho según los censos de población del INEEntre el censo de 1981 y el anterior, este municipio desaparece porque se integra en el municipio 47114 (Peñafiel) |

## Patrimonio
En la localidad hay una iglesia bajo la advocación de la Asunción de Nuestra Señora.

## Fiestas
La Pascua de Pentecostés ha sido durante muchos años llamada en los alrededores "La Pascua de Padilla" por la concurrencia de gente de los pueblos próximos.

## Industrias
La aceña harinera sobre el Duero preyó de energía eléctrica a Campaspero y alrededores en los primeros años del siglo XX.
En 1952, Clarencio Aparicio anuncia la venta de ladrillo hueco tanto sobre la fábrica de Padilla, como sobre vagón en la estación de Peñafiel.